# £
£ 또는 ₤는 통화 기호 가운데 하나로, 파운드 기호 또는 리라 기호라고 부른다. £는 리브라(libra)의 첫 글자인 L에서 유래되었다.
£는 오늘날 영국의 공식 통화이자, 과거 잉글랜드 왕국과 그레이트브리튼 연합왕국의 통화였던 파운드 스털링의 기호로 사용된다. 이밖에 파운드로 불리는 통화라면 이 기호를 사용하기도 하는데 지브롤터 파운드, 이집트 파운드, 맨섬 파운드, 시리아 파운드가 대표적이다. 1999년까지는 이탈리아 리라와 아일랜드 파운드의 통화기호로 사용되기도 했다.
기호에 그려진 선은 사람에 따라 한 개만 그을 수도, 두 개씩 그을 수도 있으나 영란은행의 경우 1975년부터 한 개가 그어진 기호만을 공식 채택해 사용하고 있다.
영어로 '파운드 기호' (pound sign)라 했을 때 영국에서는 반드시 이 기호를 뜻하지만, 미국에서는 # (샵 기호)를 가리키는 말로도 쓰인다. 전화기에서 볼 수 있는 샵 기호 버튼 역시 '파운드 키' (pound key)라고 부른다. 캐나다에서는 £과 # 전부를 가리키나, 후자를 뜻하는 경우가 더 많다.

## 역사
로마자 대문자 L에서 유래한 기호로, 라틴어 'Libra pondo' (리브라 폰도)의 약어임을 뜻한다. 리브라 폰도는 로마 제국의 무게 단위로서, '리브라' (libra)는 라틴어로 저울이나 균형을 뜻한다.
중세 잉글랜드 왕국에서 파운드를 무게 단위로 채택하고, 은화에 들어가는 스털링 실버의 양을 1타워 파운드 (350g)로 정의하였다. 은화의 무게를 측정한 값을 표기할 때의 단위로서 '리브라 폰도'를 사용했고, 그것을 줄여 쓴 것이 £ 기호의 탄생 배경이다.
파운드 기호에 대한 영국 웨일스의 로열 민트 박물관의 설명은 다음과 같다.
약어임을 나타내는 수평선을 L자에 긋게 된 것이 언제부터인지는 확실하지 않다. 다만 영란은행 박물관에서 소장하고 있는 1661년 1월 7일 발행 수표에는 £ 기호가 뚜렷하게 드러나 있다. 영란은행이 설립된 1694년경에 이르면 £ 기호는 널리 사용되고 있었다.

그러나 동시에 가로선을 넣지 않은 단순 소문자, 대문자 L의 경우에도, 19세기까지 인쇄물, 신문 등지에서 파운드 단위 표기에 사용되고 있었다. 17세기까지는 흑자체로 {\displaystyle {\mathfrak {L}}} 자로 쓰기도 하였다.
1725년부터 영란은행이 발행하는 지폐 속의 파운드 기호는 가로줄이 두 개인 것 (₤)과 하나뿐인 것 (£)이 혼재되어 있었으며 이 같은 혼란은 1971년까지 이어졌다. 1975년부터는 지폐 속의 파운드 기호를 가로줄 하나로 통일하여 지금까지 이어지고 있다.

## 쓰임새

재커드 (Jacquard) 글꼴의 대문자 J는 파운드 기호와 닮았다.

영국의 파운드 스털링의 단위로서 사용되며, 숫자 바로 앞에 띄어쓰기 없이, 혹은 한 칸을 띄어 표기한다 (예: £12,000). 영국에서는 기호 앞에 별다른 단어를 붙이지 않고 오로지 기호만 사용한다.
반면 이집트의 이집트 파운드나 레바논의 레바논 파운드를 표기할 때에는 각각 'E£ / £E ', '£L' 하는 식으로 국명을 나타내어 구분한다.
위의 쓰임새는 어디까지나 현지에서의 사용법으로, 외화 예금이나 환전시에는 파운드 기호보다는 ISO 통화 분류법에 따른 명칭이 선호된다. 이에 따르면 영국 파운드는 'GBP'로 표기된다.
타이포그래피에서 파운드 기호는 글꼴마다 다른 형태로 디자인되는 이른바 알로그래프의 대표적인 예시로 꼽힌다. 18세기 캐즐론 활자에서는 아예 이탤릭체로 기울인 대문자 J를 거꾸로 뒤집은 형태로 표현하기도 했다 (우측 그림 참고).
다만 유니코드상에서는 글꼴과 형태에 관계없이 모든 파운드 기호는 U+00A3 £ pound sign 라는 하나의 통일된 코드값을 지닌다. 해당 코드값을 기반으로 폰트 디자인을 거쳐 각 글꼴마다 다른 형태로 드러나게 되는 것이다. 컴퓨터 글꼴의 경우 대부분 가독성의 문제로 가로줄을 한 개만 긋도록 하고 있으며 두 개를 모두 그은 것은 드물다.

## 파운드 기호를 쓰는 통화 목록
- 파운드 스털링
- 지브롤터 파운드
- 건지섬 파운드
- 맨섬 파운드
- 저지섬 파운드
- 포클랜드 제도 파운드
- 세인트헬레나 파운드
- 이집트 파운드
- 남수단 파운드
- 수단 파운드
- 시리아 파운드

### 옛 화폐
- 오스트레일리아 파운드
- 바하마 파운드
- 버뮤다 파운드
- 팔레스타인 파운드
- 캐나다 파운드
- 키프로스 파운드
- 피지 파운드
- 감비아 파운드
- 가나 파운드
- 아일랜드 파운드
- 이스라엘 파운드
- 몰타 파운드
- 뉴질랜드 파운드
- 로디지아 파운드
- 남아프리카 공화국 파운드
- 남예멘 디나르
- 통가 파운드
- 서사모아 파운드

## 기타 쓰임새
영국의 정당인 영국 독립당의 로고는 파운드 기호를 따 왔다. 영국의 유로화 도입을 반대하고 유럽 연합의 탈퇴를 정책으로 내세운 것을 상징하는 로고이다.
영국 음반사 팔로폰의 로고는 가로줄이 두 개 그어진 파운드 기호다. 여기서는 흑자체로 된 대문자 L ({\displaystyle {\mathfrak {L}}})을 깔끔하게 바꿔 사용하고 있는데, 파운드화를 뜻하는 것이 아닌 회사창업주 카를 린드스트룀을 뜻한다.
1993년 투르크멘어 로마자 표기법 제정 당시 [ʒ] 발음을 나타내는 문자 'ſ'의 대문자로 파운드 기호가 채택된 적이 있었다.

## 같이 보기
- Ł
- 323는 17400 또는 126000로 대체
- 225 5100